# Hutchinsonit
Hutchinsonit je vzácný sulfid složený z thallia, arsenu a olova. Vzhledem k obsahu tří nejjedovatějších kovů na světě se jedná o jeden z nejnebezpečnějších minerálů, co byl kdy objeven. Může způsobit vypadávaní vlasů, vážné zdravotní komplikace nebo i smrt. Byl objeven roku 1904 ve známé švýcarské lokalitě Binntal v lomu Lengenbach. Pojmenován je na počest Dr. Arthura Hutchinsona (1866–1937), profesora mineralogie na Univerzitě v Cambridgi.

## Vznik
Původ je hydrotermální, vázaný na výskyt Tl-As-Pb formace.

## Vlastnosti
- Fyzikální vlastnosti - Tvrdost 1,5-2, hustota 4,6-4,7 g/cm³, štěpnost zřetelná a dobrá na {010}, lom lastrunatý.
- Optické vlastnosti - Barva je karmínově červená, ale může dosahovat mnohem tmavších odstínů téměř červenočerné barvy, lesk diamantový, průhlednost: průsvitný, vryp červený.
- Chemické vlastnosti - složení: Tl 19,02 %, As 34,85 %, Pb 19,28 %,  S 26,85 %. Je rozpustný v chlornanu sodném.

## Využití
Vzhledem k velice raritnímu výskytu není tak hojně používaným nerostem pro zisk thallia jako například lorándit. Může se zdát jako velice atraktivní sběratelský kus, avšak vzhledem k obsahu nebezpečných a jedovatých kovů, které reagují například při kontaktu s pokožkou, není doporučováno se tomuto minerálu nějak dlouze vystavovat a musí se s ním zacházet s velikou opatrností.

## Výskyt
- Quiruvilca, provincie Santiago de Chuco, Peru (Cu-Pb-Zn-Ag-Au důl, který vlastní firma ASARCO, až 4 mm veliké dokonale vyvinuté krystaly)
- lom Lengenbach, Binntal, kanton Valais, Švýcarsko (typová lokalita)
- ložisko Thallia  Xiangquan, okres He, provincie An-chuej, Čína

## Parageneze
Často se vyskytuje v asociaci s minerály jako jsou auripigment, realgar, getchellit, pyrit, sfalerit, hatchit, jentschit, sicherit, edenharterit, bernardit, stalderit, ernigglit a chabournéit.